# Peter Åslin
Karl Peter Åslin (21. september 1962 i Norrtälje i Sverige – 19. januar 2012 i Leksand i Sverige) var en svensk ishockeymålmand, som også spillede på den svenske landsholdstrup.
Åslin begyndte sin internationale karriere ved at være med til at vinde U20-VM'et i 1981, hvilket i øvrigt var Sveriges eneste ungdomsguld i 31 år indtil Calgary i 2012. Åslin var med til at vinde tre mesterskber i Elitserien; to med Stockholmsklubben AIK i 1982 og 1984, og et med Jönköpingklubben HV71 i 1995. Han var med til at modtage medaljer i hvert af de fire VM i ishockey han deltog i: en guldmedalje i 1992 i Prag og tre sølvmedaljer; i 1986, 190 og 1993. Åslin vandt en olympisk bronzemedalje i Calgary i 1988.
Åslin spillede 91 landskampe for Sverige. Han var gift og havde børn, og han døde den 19. januar 2012 i Leksand efter at have fået adskillige slagtilfælde. Åslin blev 49 år gammel.